# Euphyia fumida
Euphyia fumida là một loài bướm đêm trong họ Geometridae.